# Tomáš Habarta
Tomáš Habarta (* 10. července 2003 Uherské Hradiště) je český atlet, reprezentant v běhu na 3000 m překážek. Je dvojnásobným mistrem ČR a národním rekordmanem. Národní rekord poprvé vylepšil 18. května 2024 v polském Chořově výkonem 8:22,68 minuty. Překonal tak o více než sekundu téměř 52 let starý výkon Dušana Moravčíka, který byl nejstarším národním atletickým rekordem.
Národní maximum dále vylepšil při své první účasti na vrcholné akci na mistrovství Evropy 2024 v Římě. Zde postoupil do finále, kde obsadil 10. příčku v čase 8:21,83.

## Osobní rekordy

### Dráha
- běh na 3000 metrů překážek – 8:21,83 min – 10. června 2024, Řím

### Hala
- běh na 3000 metrů – 8:11,55 min – 18. února 2023, Ostrava